# Robert Tepper
Robert Tepper (właśc. Antoine Roberto Teppardo, ur. 30 maja 1950) – amerykański piosenkarz i autor tekstów muzyki pop, współautor soundtracków m.in. do kultowych filmów lat 80. XX w Rocky IV i Cobra. 

## Życiorys
Robert Tepper urodził się w Bayonne w stanie New Jersey, później przeniósł się do Nowego Jorku. Niewiele wiadomo o jego muzycznej edukacji i początkach kariery. W 1980 roku wraz z Benny Mardones otrzymał nominację do nagrody Grammy za balladę Into the Night z albumu Never Run, Never Hide. Współpracę z Mardones kontynuował w latach następnych, a jej owocem był m.in. trzeci studyjny album piosenkarki pt. Too Much to Lose.
W 1985 roku Tepper przeniósł się do Los Angeles i rozpoczął współpracę z aktorem Sylvestrem Stallone, który będąc ówcześnie u szczytu swojej kariery, włączył jego piosenki do dwóch swoich filmów (był ich m.in. reżyserem, współscenarzystą i odtwórcą głównych ról) – No Easy Way Out do Rocky IV i Angel of the City do filmu Cobra. Obydwa obrazy stały się absolutnymi hitami kasowymi swojej dekady i dziś uważane za kultowe obrazy kina akcji lat 80., przyniosły swoim autorom sławę i dość dużą popularność samemu Tepperowi. Obydwa utwory znalazły się na debiutanckim albumie artysty. W następnych latach swoją karierę związał z wokalistką Pat Benatar i zespołem Iron Butterfly. Nigdy już jednak nie odzyskał popularności z połowy lat 80.

## Dyskografia

### Albumy
- 1986 – No Easy Way Out
- 1988 – Modern Madness
- 1996 – Rest For The Wounded Heart
- 2012 – New Life Story

### Single
- 1986 
  - – No Easy Way Out
  - – Don't Walk Away
  - – Angel Of The City
  - – If That's What You Call Lovin
- 1988
  - – The Unforgiven
  - – When You Dream Of Love

## Życie osobiste
Ma pięcioro dzieci, wraz z żoną mieszka w Los Angeles.
Dwóch jego synów – Max i Julian współtworzą grupę muzyczną The Natural History.